# ای.جی. لافلی
ای. جی. لافلی (به انگلیسی: A.G. Lafley) (زاده ۱۳ ژوئیه ۱۹۴۷) کارآفرین، صنعت‌گر و مدیر ارشد اجرایی آمریکایی است، که اکنون به‌عنوان مدیر عامل اجرایی و رئیس هیئت مدیره شرکت پروکتر اند گمبل فعالیت می‌نماید. وی در فاصله سال‌های ۲۰۰۰ تا ۲۰۰۹ نیز مدیر عامل این شرکت بود و در سال ۲۰۱۰ بازنشسته شد، اما بار دیگر در سال ۲۰۱۳ از سوی هیئت مدیره وقت شرکت پروکتر اند گمبل دعوت به‌کار شد.
لافلی به همراه راجر مارتین در سال ۲۰۱۳ کتابی با عنوان بازی برد دربارهٔ رویکرد عملی استراتژی برنده شدن نوشتند.